# Квадратичное программирование
Квадратичное программирование (англ. quadratic programming, QP) — это процесс решения задачи оптимизации специального типа, а именно — задачи оптимизации (минимизации или максимизации)  квадратичной функции нескольких переменных при линейных ограничениях на эти переменные. Квадратичное программирование является частным случаем нелинейного программирования.

## Формулировка задачи
Задача квадратичного программирования с n переменными и m ограничениями можно сформулировать следующим образом.
Дано:
- вещественный n-мерный вектор c,
- n × n-мерная вещественная симметричная матрица Q,
- m × n-мерная вещественная матрица A
- вещественный m-мерный вектор b,

Целью задачи квадратичного программирования является поиск n-мерного вектора x, который
| минимизирует | {\displaystyle {\tfrac {1}{2}}\mathbf {x} ^{\mathrm {T} }Q\mathbf {x} +\mathbf {c} ^{\mathrm {T} }\mathbf {x} } |
| при условиях | {\displaystyle A\mathbf {x} \leq \mathbf {b} ,}                                                                 |

где xT обозначает транспонированный вектор. Обозначение Ax ≤ b означает, что любой элемент вектора Ax не превосходит соответствующего элемента вектора b.
Связанная задача программирования, квадратичная задача с квадратичными ограничениями имеет квадратичные ограничения на переменные.

## Методы решения
Для общих значений используются различные методы, среди них
- Метод внутренней точки
- Метод активного набора 
- Метод обобщённого лагранжиана 
- метод сопряжённых градиентов
- Метод проекции градиента
- Модификация симплекс-метода

В случае, когда Q является положительно определённой, задача является частным случаем более общей задачи выпуклой оптимизации.

### Ограничения – равенства
Задача квадратичного программирования несколько проще, если Q является положительно определённой и все ограничения являются равенствами (нет неравенств), поскольку в этом случае можно свести задачу к решению системы линейных уравнений. Если использовать множители Лагранжа и искать экстремум лагранжиана, можно легко показать, что решение задачи
| минимизировать | {\displaystyle {\tfrac {1}{2}}\mathbf {x} ^{\mathrm {T} }Q\mathbf {x} +\mathbf {c} ^{\mathrm {T} }\mathbf {x} } |
| при условиях   | {\displaystyle B\mathbf {x} =\mathbf {d} }                                                                      |

определяется системой линейных уравнений
{\displaystyle {\begin{bmatrix}Q&B^{T}\\B&0\end{bmatrix}}{\begin{bmatrix}\mathbf {x} \\\lambda \end{bmatrix}}={\begin{bmatrix}-\mathbf {c} \\\mathbf {d} \end{bmatrix}}}
где {\displaystyle \lambda } — множество множителей Лагранжа, которые появляются вместе с решением {\displaystyle \mathbf {x} }.
Самый лёгкий способ решить эту систему — решить её прямыми методами (например, с помощью LU-разложения, очень удобного для небольших задач). Для больших задач возникают некоторые необычные трудности, наиболее заметные, когда задача не положительно определена (даже если {\displaystyle Q} положительно определена), что делает потенциально очень трудно найти хороший математический подход и существует много подходов, зависящих от задачи.
Если число ограничений не равно числу переменных, можно попробовать относительно простую атаку, заменив переменные таким образом, что ограничения будут выполняться безусловно. Например, допустим, что {\displaystyle \mathbf {d} =0} (переход к ненулевым значениям достаточно прост). Рассмотрим ограничения
{\displaystyle B\mathbf {x} =0}
Введём новый вектор {\displaystyle \mathbf {y} }, определённый равенством
{\displaystyle Z\mathbf {y} =\mathbf {x} }
где {\displaystyle \mathbf {y} } имеет размерность {\displaystyle \mathbf {x} } минус число ограничений. Тогда
{\displaystyle BZ\mathbf {y} =0}
и если матрица {\displaystyle Z} выбрана так, что {\displaystyle BZ=0}, равенства в ограничениях будут выполняться всегда. Поиск матрицы {\displaystyle Z} подразумевает нахождение ядра матрицы {\displaystyle B}, что более или менее просто, в зависимости от структуры матрицы {\displaystyle B}. Подставляя новый вектор в исходные условия, получаем квадратичную задачу без ограничений:
{\displaystyle {\tfrac {1}{2}}\mathbf {x} ^{T}Q\mathbf {x} +\mathbf {c} ^{T}\mathbf {x} \quad \Rightarrow \quad {\tfrac {1}{2}}\mathbf {y} ^{T}Z^{T}QZ\mathbf {y} +(Z^{T}\mathbf {c} )^{T}\mathbf {y} }
и решение можно будет найти, решив уравнение
{\displaystyle Z^{T}QZ\mathbf {y} =-Z^{T}\mathbf {c} }
При некоторых ограничениях на {\displaystyle Q} сокращённая матрица {\displaystyle Z^{T}QZ} будет положительно определена. Можно написать вариант метода сопряжённых градиентов, при котором нет необходимости явного вычисления матрицы {\displaystyle Z}.

## Лагранжева двойственность
Двойственная задача Лагранжа для квадратичного программирования является также задачей квадратичного программирования. Чтобы это понять, остановимся на случае {\displaystyle c=0} с положительно определённой матрицей Q. Выпишем множители Лагранжа функции 
{\displaystyle L(x,\lambda )={\tfrac {1}{2}}x^{T}Qx+\lambda ^{T}(Ax-b).}
Если определим (лагранжеву) двойственную функцию {\displaystyle g(\lambda )} как {\displaystyle g(\lambda )=\inf _{x}L(x,\lambda )}, мы ищем нижнюю границу {\displaystyle L}, используя {\displaystyle \nabla _{x}L(x,\lambda )=0} и положительную определённость мaтрицы Q:
{\displaystyle x^{*}=-Q^{-1}A^{T}\lambda .}
Следовательно, двойственна функция равна 
{\displaystyle g(\lambda )=-{\tfrac {1}{2}}\lambda ^{T}AQ^{-1}A^{T}\lambda -\lambda ^{T}b,}
и двойственной задачей Лагранжа для исходной задачи будет
| минимизировать | {\displaystyle -{\tfrac {1}{2}}\lambda ^{T}AQ^{-1}A^{T}\lambda -\lambda ^{T}b} |
| при условиях   | {\displaystyle \lambda \geqslant 0}.                                           |

Кроме теории двойственности Лагранжа, существуют другие двойственные пары задач (например, двойственность Вулфа).

## Сложность
Для положительно определённой матрицы Q метод эллипсоидов решает задачу за полиномиальное время.  Если, с другой стороны, Q не является положительно определённой, то задача становится NP-трудной.  Фактически, даже если Q имеет единственное отрицательное собственное значение, задача NP-трудна.

## Пакеты для решения и скриптовые языки
| Название                       | Описание |
| ------------------------------ | --- |
| AIMMS                          | Система для моделирования и решения задач оптимизации и расписаний |
| ALGLIB                         | Библиотека программ (C++, .NET) численного анализа с двойным лицензированием (GPL/proprietary). |
| AMPL                           | Популярный язык моделирования для математической оптимизации большого размера. |
| APMonitor                      | Моделирование и оптимизация для задач LP (линейное программирование), QP (квадратичное программирование), NLP (нелинейное программирование), MILP (целочисленное программирование), MINLP (смешанное целочисленное нелинейное программирование) и DAE (дифференциально-алгебраические уравнения) в MATLAB и Python. |
| CGAL                           | Вычислительный геометрический пакет с открытым кодом, который включает систему решения задач квадратичного программирования. |
| CPLEX                          | Популярная система решения задач с API (C, C++, Java, .Net, Python, Matlab и R). Бесплатна для академического использования. |
| Система поиска решений в Excel | Система решения нелинейных задач, приспособленная для электронных таблиц, в которой вычислений функций основывается на значении ячеек. Базовая версия доступна как стандартное дополнение для Excel. |
| GAMS                           | Система моделирования высокого уровня для математической оптимизации |
| Gurobi                         | Система решения задач с параллельными алгоритмами для задач линейного программирования большого размера, задач квадратичного программирования и смешанно–целочисленных задач. Бесплатна для академического использования. |
| IMSL                           | Набор математических и статистических функций, которые может программист включить в своё приложение. |
| IPOPT                          | Пакет IPOPT (Interior Point OPTimizer, Оптимизатор внутренней точки) — это пакет программирования для нелинейных задач большого размера |
| Artelys Knitro                 | Коммерческий интегрированный пакет для нелинейной оптимизации |
| Maple                          | Язык программирования общего назначения для математики. Для решения квадратичных задач в Maple используется команда QPSolve Архивная копия от 12 мая 2021 на Wayback Machine. |
| MATLAB                         | Матрично-ориентированный язык программирования общего назначения для численных вычислений. Для решения задач квадратичного программирования в MATLAB требуется вдобавок к базовому продукту MATLAB дополнение «Optimization Toolbox» |
| Mathematica                    | Язык программирования общего назначения для математики, включающий символьные и численные возможности. |
| MOSEK                          | Система для решения задач оптимизации большого размера, включает API для нескольких языков (C++, Java, .Net, Matlab и Python) |
| Числовая библиотека NAG        | Набор математических и статистических процедур, разработанных компанией Numerical Algorithms Group для нескольких языков программирования (C, C++, Fortran, Visual Basic, Java и C#) и пакетов (MATLAB, Excel, R, LabVIEW). Раздел оптимизации библиотеки NAG включает процедуры для задач квадратичного программирования с редкими и плотными матрицами ограничений, а также процедуры для оптимизации линейных и нелинейных функций, сумм квадратов линейных и нелинейных функций. В библиотеке NAG имеются процедуры как для локальной, так и глобальной оптимизации, а также для задач целочисленного программирования. |
| OptimJ                         | Свободно распространяемый, основанный на Java язык моделирования для оптимизации и поддерживающий несколько целевых систем решений. Существует плагин для Eclipse |
| R                              | Универсальный кросс-платформенный вычислительный пакет с лицензией GPL (см. раздел quadprog Архивная копия от 19 июня 2017 на Wayback Machine этого пакета). Переведён на javascript Архивная копия от 11 апреля 2017 на Wayback Machine под лицензией MIT. Переведён на C# Архивная копия от 8 апреля 2015 на Wayback Machine под лицензией LGPL. |
| SAS/OR                         | SAS/. |
| TK Solver                      | Система математического моделирования и решения задач, основанная на декларативном языке, базирующемся на продукционных правилах. Система коммерциализирована компанией Universal Technical Systems, Inc. Архивная копия от 1 апреля 2022 на Wayback Machine. |
| TOMLAB                         | Поддерживает глобальную оптимизацию, решение задач целочисленного программирования, все типы метода наименьших квадратов, решение задач линейного квадратичного программирования для MATLAB. TOMLAB поддерживает системы решения Gurobi, CPLEX, SNOPT и KNITRO. |